# مات زو
ماتان زوهان (Mayan Zohan) و يعرف اغتصارا فقط بمات زو (Mat Zo) من مواليد 30 أبريل 1990. هو دي جي و منتج موسيقى بريطاني حائز علي جائزة الغرامي.

## روابط خارجية
- مات زو على موقع IMDb (الإنجليزية)
- مات زو على موقع ميوزك برينز (الإنجليزية)
- مات زو على موقع أول ميوزيك (الإنجليزية)
- مات زو على موقع ديسكوغز (الإنجليزية)